# Karl Taev

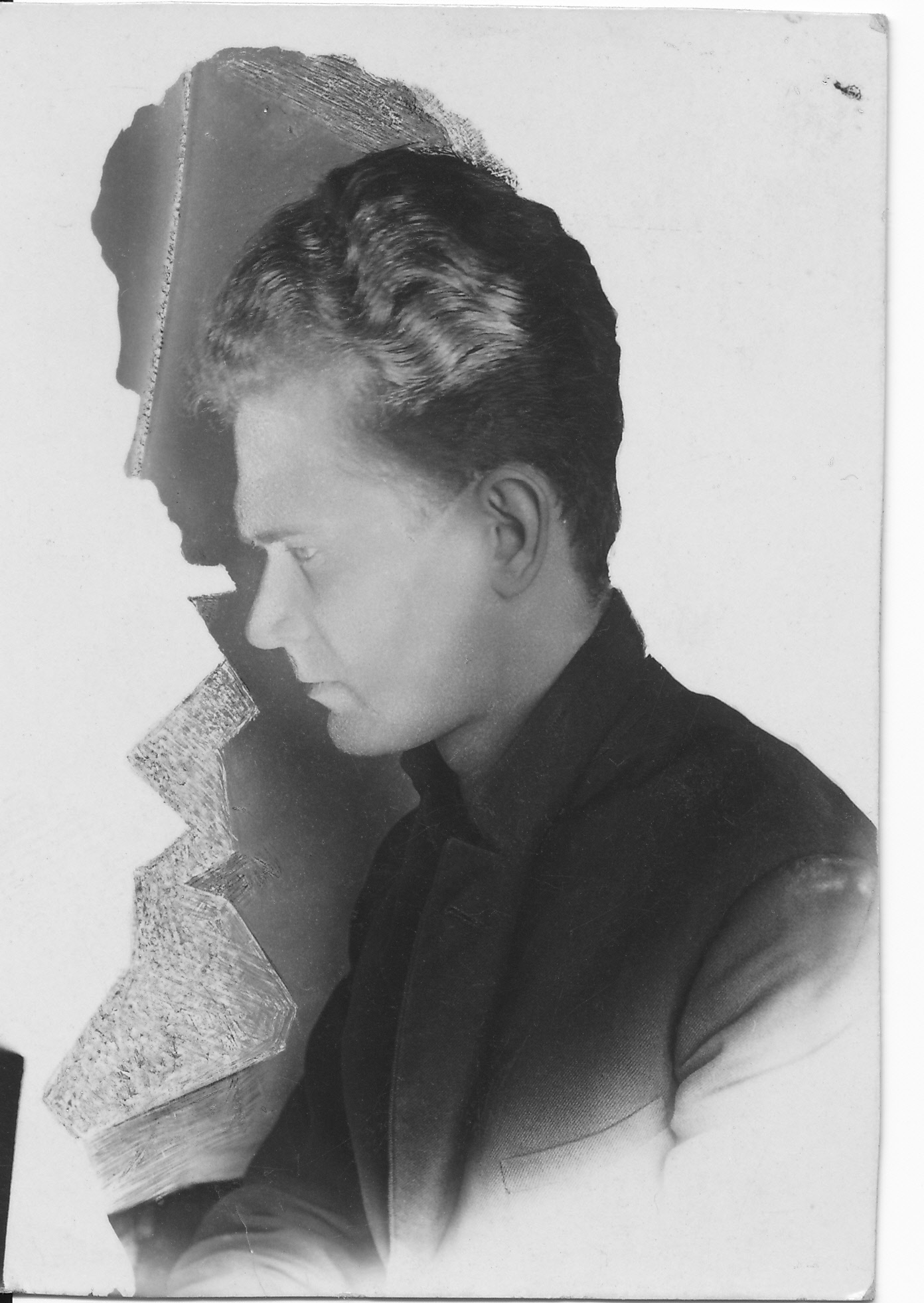
Karl Taev 1928

Karl Taev (* 28. Märzjul. / 10. April 1903greg. in Kuressaare; † 25. September 1992 in Tartu) war ein estnischer Literaturwissenschaftler und Kritiker.

## Leben
Karl Taev machte 1923 auf dem Gymnasium von Kuressaare, wo Johannes Aavik sein Lehrer war, Abitur und studierte von 1923 bis 1927 sowie von 1930 bis 1935 an der Universität Tartu. Er studierte unter anderem bei Gustav Suits und machte seinen Abschluss im Fach estnische und allgemeine Literatur. Zwischendurch und nach 1935 war er im Schuldienst. Nach der Sowjetisierung Estlands im Juni 1940 stand er schnell auf der Seite der neuen Machthaber und wurde Abteilungsleiter bei der Zeitung Rahva Hääl. Im Februar 1941 wurde er Dozent an der Universität Tartu, aber nach dem deutschen Überfall auf die Sowjetunion begab er sich nach Leningrad, wo er während der Blockade bis Dezember 1942 als Zeitungsredakteur arbeitete, ehe er nach Moskau weiterzog. Während der Kampfhandlungen im Juli 1941 wurde in Abwesenheit von Taev seine gesamte Bibliothek von rund 4.500 Bänden ein Raub der Flammen. Nach dem Krieg arbeitete er seit 1944 wieder als Literaturwissenschaftler an der Universität Tartu. Hier verteidigte er auch 1963 seine Kandidatenarbeit mit dem Titel „Die estnische Zensur in den Fesseln der zaristischen Zensur 1850–1870“. 1973 wurde er pensioniert.
Taev war seit 1940 Mitglied der KPdSU und seit 1944 Mitglied des Estnischen Schriftstellerverbandes.

## Werk
Taev veröffentlichte seit 1935 Kritiken und konzentrierte sich in seiner wissenschaftlichen Tätigkeit auf die estnische Literatur des 19. Jahrhunderts, genauer gesagt auf deren soziologische Bedingungen, d. h. die Zensurverhältnisse und die Literaturkritik. Er war kein „Interpret der Literatur, sondern ein Theoretiker“, wie es eine seiner Schülerinnen ausdrückte. Außerdem verfasste er Schulbücher.

## Auszeichnungen
- Orden des Roten Banners der Arbeit

## Bibliografie (Auswahl)

### Monografien
- (Hg.) Kristian Jaak Peterson: Laulud. Päevaraamat. Tallinn: Eesti Raamat 1976. 126 S.
- (Hg., gemeinsam mit Velli Verev) Eesti kirjanduskriitika 1875 1900. Kommenteeritud tekstivalimik. Tallinn: Eesti Raamat 1984. 370 S.

### Artikel
- Vulgariseeritud marksism kirjandusteaduses, in: Viisnurk 1/1940, S. 81–87.
- Kreutzwaldi “Kalevipoeg” ja tsaristlik tsensor, in: Looming 1/1952, S. 111–121.
- Gustav Suitsu kirjandusteaduslikust tegevusest, in: Keel ja Kirjandus 11/1983, S. 602–610.